# Hortipes penthesileia
Hortipes penthesileia är en spindelart som beskrevs av Jan Bosselaers och Rudy Jocqué 2000. Hortipes penthesileia ingår i släktet Hortipes och familjen flinkspindlar.
Artens utbredningsområde är Malawi. Inga underarter finns listade i Catalogue of Life.